# Ariadne Oliver
Ariadne Oliver é uma personagem de ficção criada pela escritora inglesa Agatha Christie.

## Personalidade
Ela escreve romances de mistério e sempre procura ajudar o detetive belga Hercule Poirot nas histórias em que aparece. No entanto, sua propalada "intuição feminina" quase sempre leva a conclusões errôneas. Assim, ela funciona mais como alívio cômico do que, propriamente, como elemento útil das investigações. Entre suas características marcantes está sua adoração por maçãs e seu cabelo "rebelde". Sua primeira aparição, no entanto, não foi em um livro de Hercule Poirot. Foi no livro Parker Pyne Investigates onde auxilia o detetive Parker Pyne em um de seus casos.
Em seus livros, ela criou o detetive finlandês Sven Hjerson, de quem sempre reclama. Isso é visto como um espelho do que Agatha Christie pensa de Poirot, bem como de suas reflexões sobre sua própria obra.

## Participação em Livros
- Parker Pyne Investigates (O Detetive Parker Pyne, Brasil ou Parker Pyne Investiga, Portugal) - 1934
- Cards on the Table (Cartas na Mesa, Brasil e Portugal) - 1936
- Mrs McGinty's Dead  (A Morte da Sra. McGinty Brasil ou Poirot Contra a Evidência, Portugal) - 1952
- Dead Man's Folly (A Extravagância do Morto, Brasil ou Poirot e o Jogo Macabro, Portugal) - 1956
- The Pale Horse (O Cavalo Amarelo, Brasil ou O Cavalo Pálido, Portugal) - 1961
- Third Girl (A Terceira Moça, Brasil ou Poirot e a Terceira Inquilina, Portugal) - 1966
- Hallowe'en Party (A Noite das Bruxas, Brasil ou Poirot e o Encontro Juvenil, Portugal) - 1969
- Elephants Can Remember (Os Elefantes Não Esquecem, Brasil e Portugal) - 1972